# Kulebiak

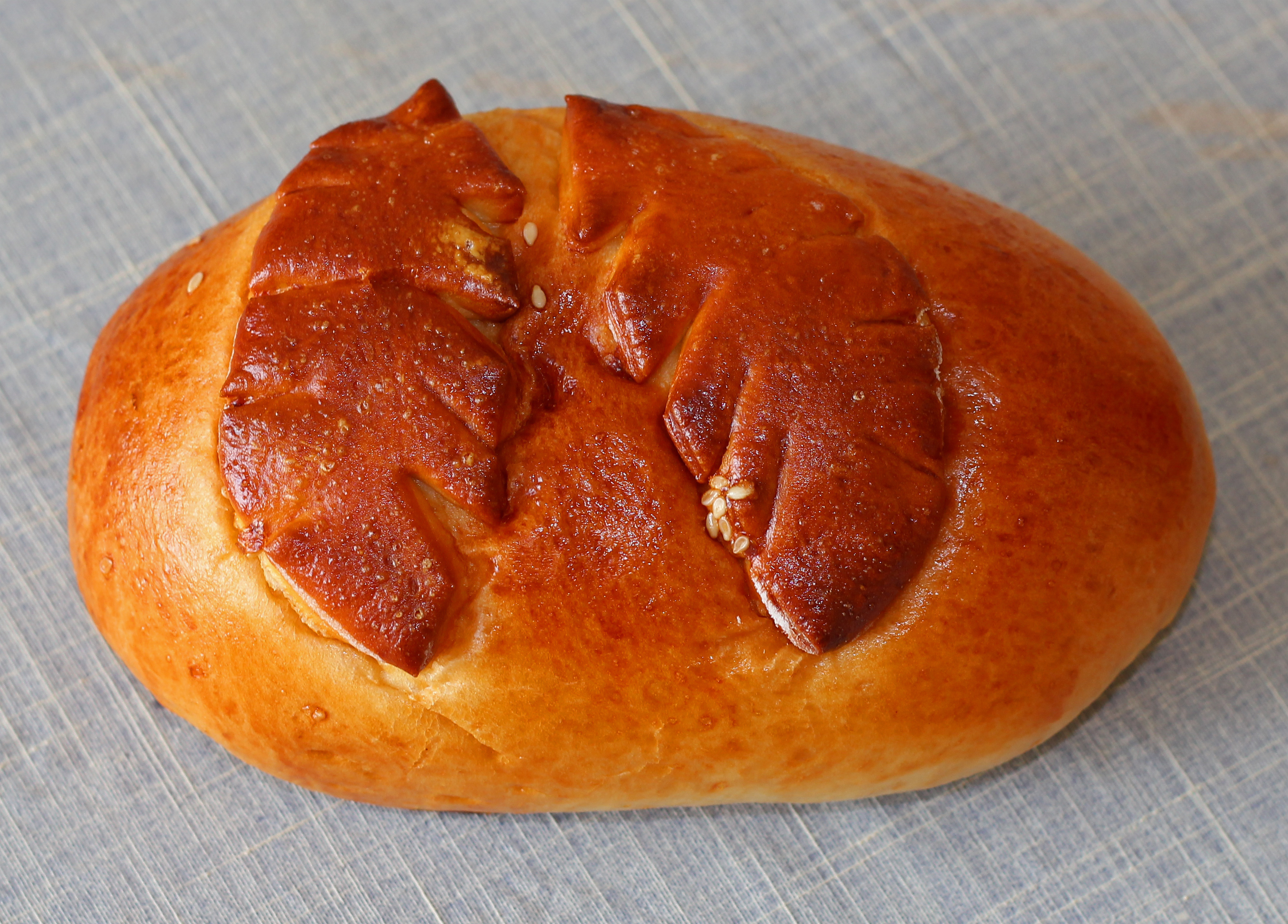
Kulebiak z kapustą

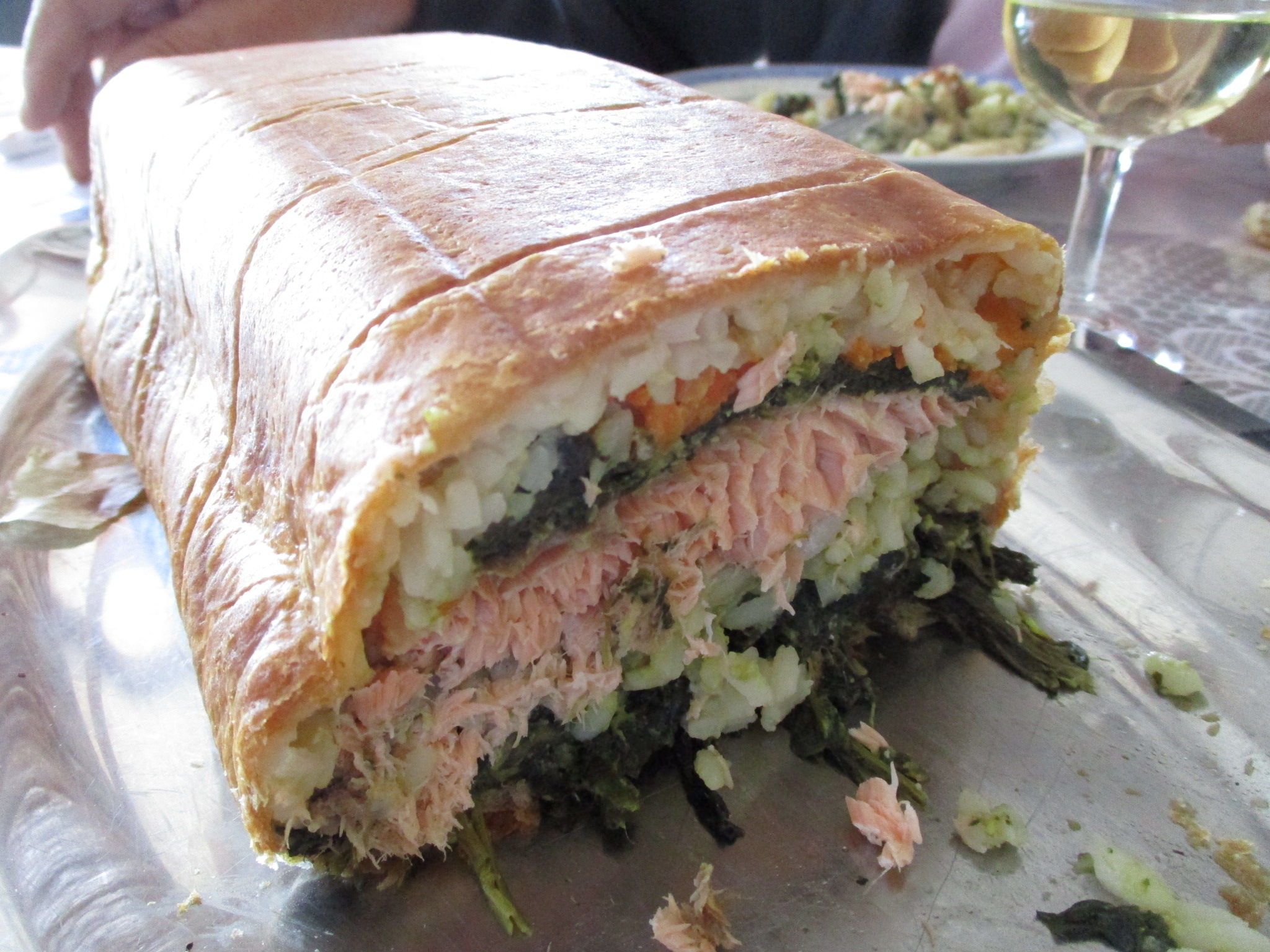
Kulebiak z łososiem

Kulebiak (pieróg pieczony wieloporcjowy) – potrawa kuchni rosyjskiej; duży, pieczony pieróg w kształcie szerokiego, spłaszczonego walca, wykonany z ciasta drożdżowego lub półkruchego, nadzianego farszem mięsnym (w tym rybnym) lub warzywnym. Pomimo słowiańskiego pochodzenia tego specjału, przypuszcza się, że nazwa „kulebiak” wywodzi się od niemieckiego słowa Kohlgeback, oznaczającego ciasto nadziewane kapustą.
Kulebiaki podaje się jako danie podstawowe lub – przy zmniejszonej porcji – jako przekąskę albo jako dodatek do zup czystych.
Oryginalny starorosyjski kulebiak był przygotowywany wyłącznie z ciasta drożdżowego i nadziewany farszem: z kaszy gryczanej, kapusty, jajek na twardo oraz gotowanych ryb. 
Wypiek ten znalazł także swoje miejsce w kuchni polskiej – zazwyczaj w wersji nadziewanej kapustą. Przyrządzany na Lubelszczyźnie „Kulebiak generałowej Kickiej” nadziewany farszem warzywno-mięsnym został wpisany we wrześniu 2009 na listę polskich produktów tradycyjnych.